# Todier de Jamaïque
Todus todus
Espèce
Statut de conservation UICN

 LC  : Préoccupation mineure
Le Todier de Jamaïque est une espèce d'oiseau de la famille des todidés de la Jamaïque.